# Edukacja dla bezpieczeństwa
Edukacja dla bezpieczeństwa (EDB) – przedmiot uczony w polskich szkołach ponadpodstawowych i szkole podstawowej (od 2018). Został wprowadzony od 1 września 2009 roku jako jedna godzina na tydzień w roku szkolnym w gimnazjum, a od 1 września 2012 obowiązuje w tym samym wymiarze w szkole ponadgimnazjalnej. EDB zastąpiła całkowicie przysposobienie obronne, które (według „starej” podstawy programowej) było prowadzone dwie godziny na tydzień w szkole średniej. Zakres nauczania obejmuje szeroko pojętą obronę cywilną, metody ochrony przed różnymi zagrożeniami i przygotowanie do postępowania w wypadku katastrof. Podczas nauki uczniowie są także szkoleni w udzielaniu pierwszej pomocy.
Wraz z wprowadzeniem nowej podstawy programowej od 1 września 2017 roku, Edukacja dla bezpieczeństwa została wprowadzona do szkół podstawowych. Od 2018 nauczana jest w klasie VIII w wymiarze jednej lekcji tygodniowo.